# Maria Emilie Snethlage
Maria Emilie Snethlage (13 de abril de 1868 - 25 de noviembre de 1929) fue una naturalista y ornitóloga germana-brasileña, que trabajó en la fauna del Amazonas. Snethlage recolectó en Brasil desde 1905 hasta su deceso.
Maria Emilie Snethlage había nacido en Kraatz, cerca de Gransee, Alemania, y se educó privadamente en la casa paterna del Rev. Emil Snethlage. En 1900, luego de trabajar por años como gobernanta, estudió Historia natural. Snethlage obtuvo un doctorado en Filosofía Natural, y fue asistente zoológico del Museo de Historia natural de Berlín antes de ser contratada por Emílio Goeldi para el Museo de Historia natural de Belém por recomendación del Dr. A. Reichenow. Su trabajo en el Amazonas brasileño la llevó a Acre y a otras remotas regiones.
Pasó a ser la directora del Museu Paraense Emílio Goeldi, luego del deceso del botánico Jacques Hüber (1867-1914), entre 1914 a 1922. Escribió el Catálogo das Aves Amazônicas (1914). Snethlage fue hecha miembro honorario de la Unión de Ornitólogos Británicos' en 1915. En 1921 se dirigió al Museo Nacional de Brasil de Río de Janeiro, como "naturalista viajante". Continuó sus estudios de la avifauna brasileña con visitas a campo en Minas Gerais, Maranhão, Ceará, Espírito Santo, Santa Catarina, Paraná, São Paulo, y la selva Amazónica.
Falleció de un ataque cardiaco en Porto Velho, en el río Madeira, mientras transcurría por una excursión científica. En su última carta, apenas antes de su deceso, Snethlage mencionó un encuentro con la recolectora de mariposas inglesa Margaret Fountaine.

## Honores

### Eponimia
Zoología
- cotorra de Madeira Pyrrhura snethlageae, descripta como nueva para la ciencia en 2002, se nombró en su honor

Botánica
- (Apocynaceae) Aspidosperma snethlagei Markgr.[1]

- (Araceae) Monstera snethlagei K.Krause[2]

- (Caesalpiniaceae) Swartzia snethlageae Ducke[3]

- (Nyctaginaceae) Guapira snethlagei (Standl.) Lundell[4]

- (Piperaceae) Piper snethlagei Yunck.[5]

## Algunas publicaciones
- 1905 - Ueber die Frage vom Muskelansatz und der Herkunft der Muskulatur bei den Arthropoden. Zoologische Jahrbücher. vol. 21. Abteilung für Anatomie
- 1906 - Ueber brasilianische Voegel. Ornithologische Monatsberichte, 14:9
- 1906 - Einige Bemerkungen ueber Ypocnemis vidua Hellm. und Phlogopsis paraensis Hellm. Ornithologische Monatsberichte, 14:9-3l
- 1906 - Ein neuer Zwergspecht. Ornithologische Monatsberichte, 14:59-60
- 1906 - Ueber unteramazonische Voegel. J. für Ornithologie, 1906:407-4ll, 519-527; 1907:283-299
- 1907 - Neue Vogelarten aus Südamerika. Ornithologische Monatsberichte., 15:160- 164, 193-196
- 1908 - Eine Vogelsammlung vom Purus, Brasilien. J. für Ornithologie, 1908:7-24
- 1908 - Ornithologisches von Tapajoz und Tocantins. J. für Ornithologie, 1908:493-539
- 1908 - Sobre uma collecção de aves do Rio Purus. Bol. Museu Goeldi, 5:43-78
- 1908 - Novas espécies de aves amazônicas das collecções do Museu Goeldi. Bol. Museu Goeldi, 5:437-448
- 1908 - Novas espécies de peixes amazônicos das collecções do Museu Goeldi. Bol. Museu Goeldi, 5:449-455
- 1908 - Bibliographia zoológica. Bol. Museu Goeldi, 5:463-47l
- 1909 - Sobre a distribuição da avifauna campestre na Amazônia. Bol. Museu Goeldi, 6:226-235
- 1909 - Berichtigung. Orn. Monatsberichte, 18:192.
- 1910 - Zur Ethnographie der Chipaya und Curuahé. Zeitschrift für Ethnologie, : 612-637
- 1910 - Neue Vogelarten aus Amazonien. Ornithologische Monatsberichte, 20:153- 155
- 1912 - A travessia entre o Xingu e o Tapajoz. Bol. Museu Goeldi, 7:49-92
- 1912 - Vocabulario comparativo dos Indios Chipayas e Curuahé. Bol. Museu Goeldi, 12:93-99
- 1913 - A travessia entre o Xingú e o Tapajoz . Pará, Brasil: E. Lohse & Cia.
- 1913 - Ueber die Verbreitung der Vogelarten in Unteramazonien. J. für Ornithologie 1913: 469-539
- 1914 - Neue Vogelarten aus Amazonien. Ornithologische Monatsberichte 22:39-44
- 1914 - Catálogo das Aves Amazônicas. Boletim do Museu Paraense Emílio Goeldi de Historia Natural e Etnografia, 8: 1-530
- 1917 - Nature and Man in Eastern Pará, Brasil. The Geographical Review (New York), 4(1): 4l-50
- 1920-1921 - Die Indianerstaemme am mittleren Xingu. Zeitschrift für Ethnologie : 395-427
- 1923 - Oribatídeos Brasileiros (Uebersetzung der Arbeit, von Dr. Max  Sellnick). Archivos Mus. Nacional 24:283-300
- 1924 - Neue Vogelarten aus Nordbrasilien. J. für Ornithologie: 446-450
- 1924 - Informações sobre a avifauna do Maranhão, Bol. Mus. Nacional 1: 219-223
- 1924 - Novas especies de aves do NE do Brasil. Bol. Mus. Nacional :407-412
- 1925 - Neue Vogelarten aus Nordbrasilien. J. für Ornithologie, 73:264-274
- 1925 - Die Flüsse Iriri und Curuá im Gebiete des Xingu. Zeitschrift der Gesellschaft für Erdkunde zu Berlin, : 328-354
- 1925 - Resumo de trabalhos executados na Europa de 1924-1925. Bol. Mus. Nacional, 2 (6): 35-70
- 1926 - Uma nova espécie de Dendrocolaptídeo no interior do Brasil. Bol. Mus. Nacional, 3(3): 59-60
- 1926 - Algumas observações sobre pássaros raros e pouco conhecidos do Brasil, Bol. Mus. Nacional, 3(3): 6l-64
- 1927 - Bemerkungen ueber einige wenig bekannte Formicariiden aus Süd- und Mittelbrasilien. J. für Ornithologie, :37l-374
- 1927 - Ein neuer Cuculidae aus Südbrasilien. Ornithologische Monatsberichte, 35(3): 80-82
- 1928 - Novas espécies e subespécies de aves do Brasil Central. Bol. Mus. Nac. 4(2): 1-7

## Abreviatura (zoología)
La abreviatura Snethlage  se emplea para indicar a Maria Emilie Snethlage como autoridad en la descripción y taxonomía en zoología.